# Åker
För andra betydelser, se Åker (olika betydelser).

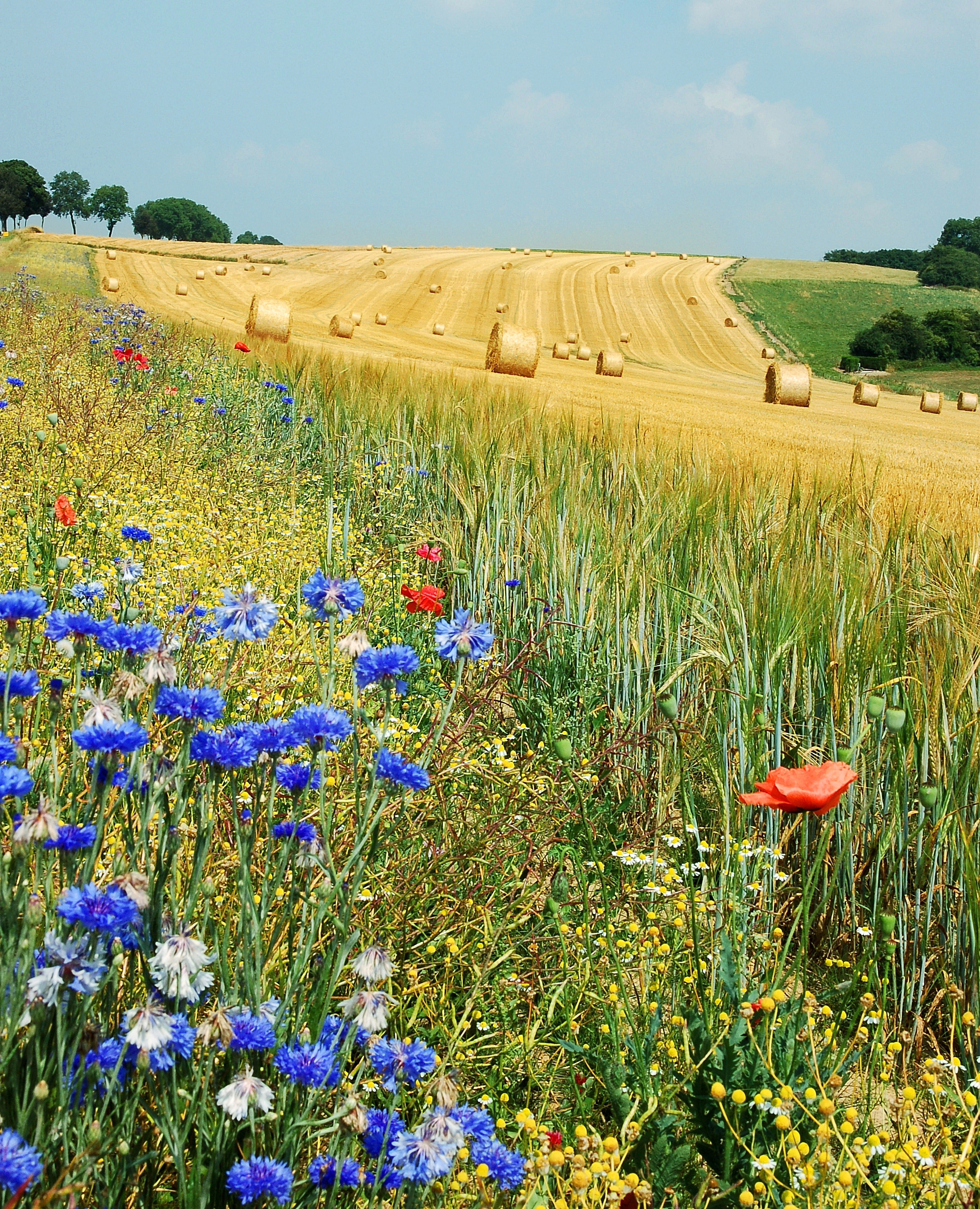
En åker i Belgien.

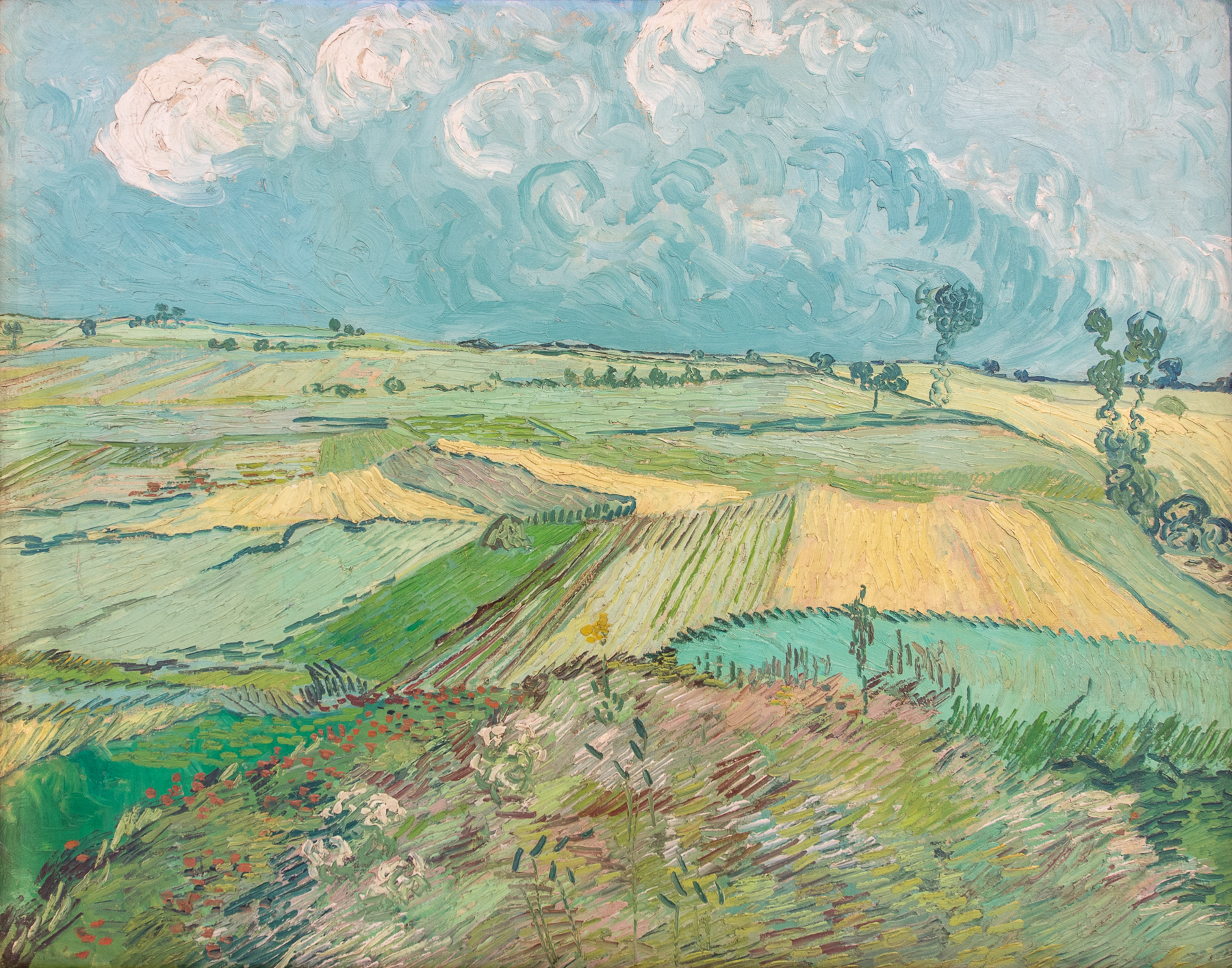
Åkrar avbildade av van Gogh 1890.

En åker är ett stycke mark som används för odling av gröda. Till definitionen fogas ofta, särskilt i EU-sammanhang, krav på att åkern ska vara möjlig att plöja.
Åker eller vall som inte odlas ligger i träda, vilket innebär att man låter åkern vila från grödor. En inhägnad åker som ligger avlägset i förhållande till övrig odlingsmark benämns vret. Jordbank i Sverige är åkermark som jordbrukarna får betalt av svenska staten för att inte odla på.

## Officiell statistik om åkermark
I Sverige hade åkermarken sin största utbredning år 1919, då den uppgick till ca 3 790 000 hektar. Den har därefter minskat stadigt och under 2000-talet börjat närma sig 2 600 000 hektar. På Jordbruksverkets webbplats publiceras årligen statistik om den svenska åkermarken i det Statistiska meddelandet om jordbruksmarkens användning. I Eurostats databas publiceras statistik om åkermarken i Europa under kategorin Agriculture och underkategorin Structure of agricultural holdings. I FAO:s databas publiceras statistik om åkermarken i världen under kategorin Resources och underkategorin Land.